# Gornje Vukovsko
Gornje Vukovsko – wieś w Bośni i Hercegowinie, w Federacji Bośni i Hercegowiny, w kantonie dziesiątym, w gminie Kupres. W 2013 roku liczyła 1 mieszkańca – Serba.